# Alpina bentelii
Alpina bentelii är en fjärilsart som beskrevs av Rätzer 1890. Alpina bentelii ingår i släktet Alpina och familjen mätare. Inga underarter finns listade i Catalogue of Life.